# Dedo frío

Condensador de dedo frío.

Un dedo frío, condensador de dedo frío o refrigerante dedo frío es una pieza de equipamiento de laboratorio que se utiliza para generar una superficie fría localizada. Se llama así por su parecido con un dedo, y es un tipo de refrigerante de pequeño tamaño.

## Usos
Normalmente, un dedo frío se utiliza en un aparato de sublimación, o se puede utilizar como versión compacta de un condensador de reflujo, ya sea para realizar reacciones químicas o destilaciones.

## Estructura
El dispositivo consiste de dos partes:
- Un tubo de ensayo con tubuladura lateral (pieza 2 del dibujo superior). Actúa una cámara exterior en la que un líquido (normalmente agua fría del grifo) puede entrar y salir. En otras versiones se llena el dispositivo con un material frío (por ejemplo: hielo, hielo seco o una mezcla, tales como hielo seco/acetona o hielo/agua).
- Un tubo doblado en ángulo recto (pieza 3). Se coloca en el interior del anterior y es la entrada del agua de refrigeración, ajustándolo con una junta de neopreno en forma de anillo exterior (pieza 1).

El conjunto se inserta en un tubo externo, que es un receptáculo (pieza 4) para un refrigerante sólido o el lugar donde se pondrá la sustancia a sublimar. Lleva una salida lateral para una bomba de vacío.

## Imágenes

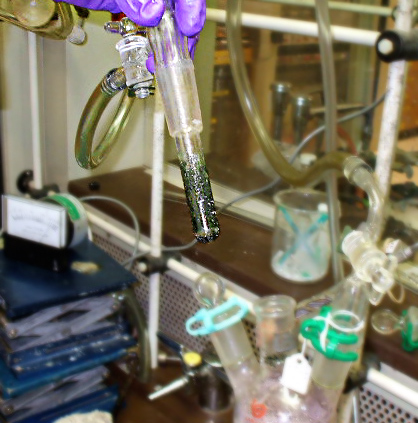
Cristales color verde oscuro de niqueloceno, recién sublimado en un dedo frío.
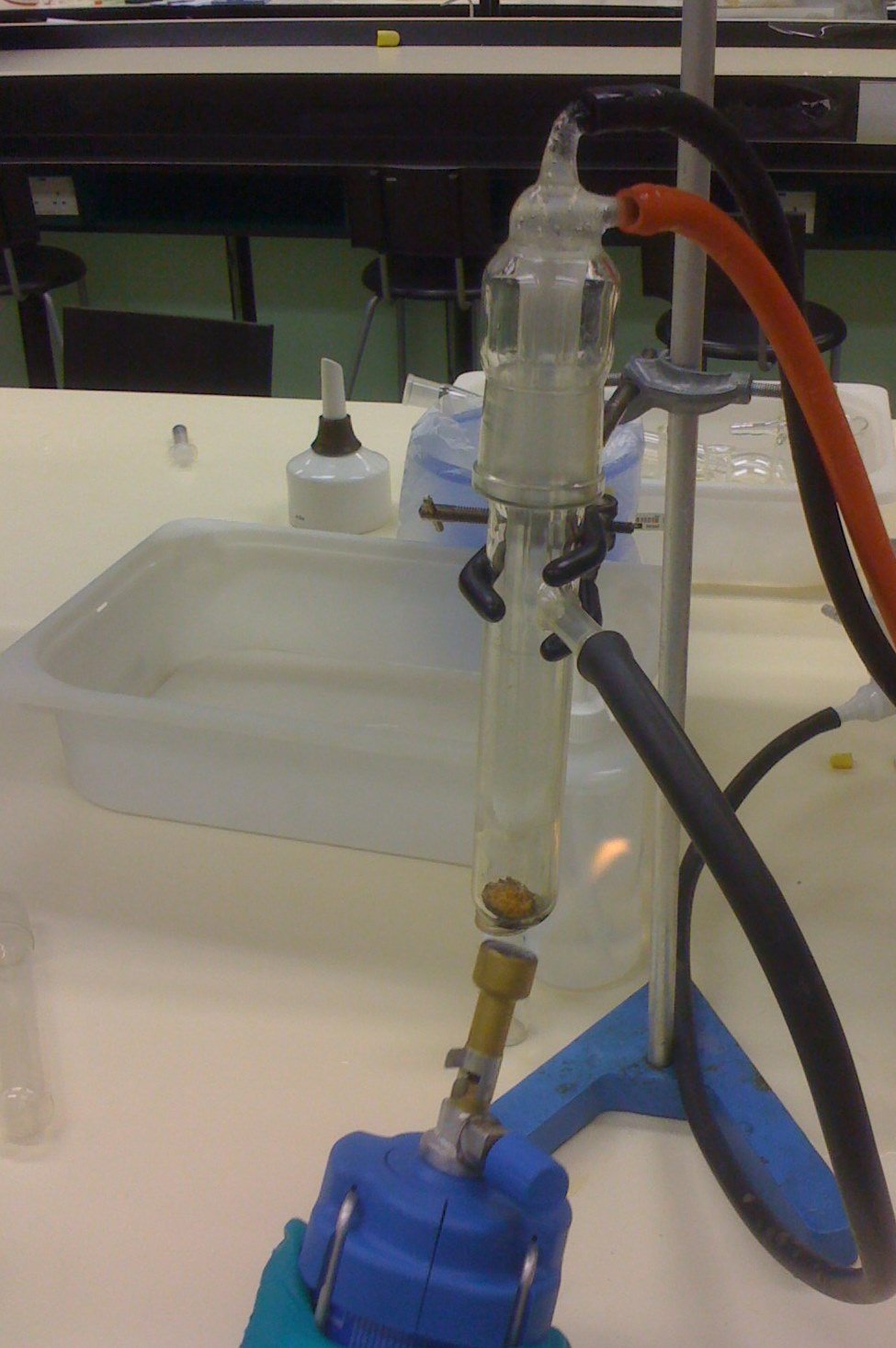
Sublmación del alcanfor. Obsérvese el alcanfor blanco purificado en el dedo frío y el producto en bruto de color marrón oscuro.
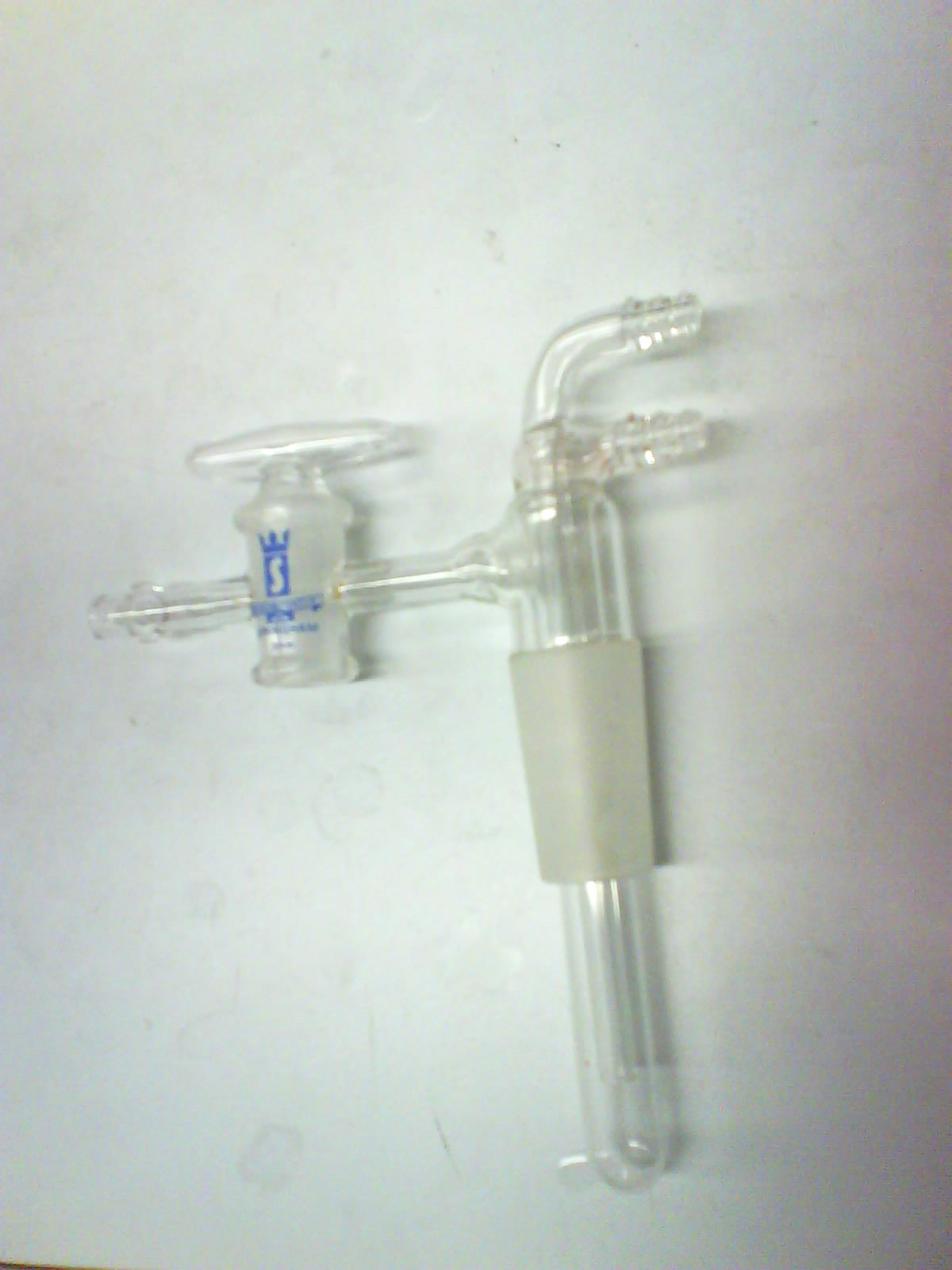
Condensador de dedo frío con salida de vacío.
Dedo frío usado en sublimación.